# 와이키키 브라더스
《와이키키 브라더스》는 임순례 감독의 대한민국의 영화로, 2001년 10월 27일에 개봉되었다.

## 줄거리
나이트 클럽에서 활동하는 밴드 '와이키키 브라더스'는 여러 곳을 전전하던 중 리더인 성우의 고향 수안보에 내려가 활동하게 된다. 그 곳에서 성우는 고교 시절 같이 밴드 활동을 했던 동창들과 스승, 첫사랑을 다시 만나게 된다.

## 출연
- 이얼 - 이성우 역
- 박원상 - 여정석 역
- 황정민 - 최강수 역
- 오광록 - 어현구 역
- 오지혜 - 지인희 역
- 류승범 - 원기태 역
- 한기중 - 박민수 역
- 신현종 - 남수철 역
- 이상직 - 정인기 역
- 박해일 - 고교시절 이성우 역
- 문혜원 - 고교시절 지인희 역

## 영화 정보
- 2019년 12월 28일, KBS <한국영화 100년 더 클래식>의 마지막 작품으로 방송되었다.[1]